# Eva Schweitzer
Eva Claudia Schweitzer (* 1958 in Stuttgart) ist eine deutsche Journalistin und Autorin.

## Leben
Eva Schweitzer ging in Oberbayern und Oxnard (Kalifornien) in die Schule und machte 1979 am naturwissenschaftlichen Schyren-Gymnasium in Pfaffenhofen an der Ilm ihr Abitur. Anschließend studierte sie an der Ludwig-Maximilians-Universität zunächst kurz Physik, wechselte aber zu Germanistik, Zeitungswissenschaft und Amerikanistik. Nach dem Grundstudium zog sie nach Berlin, wo sie an der Freien Universität 1986 ihren Magister Artium in Germanistik mit einer Arbeit über Christa Wolfs Roman Kassandra erhielt. 2002 promovierte sie in Amerikanistik. Ihre Dissertation erschien 2003 als Buch unter dem Titel New York City, Times Square. Stadtentwicklung, Politik und Medien.
Schon während des Studiums arbeitete sie für verschiedene Medien, u. a. für die taz, den damaligen SFB, den Tagesspiegel, die Berliner Zeitung und den Stern. Nach Jahren als freie Journalistin wurde sie 1992 Redakteurin bei der taz und im selben Jahr für ihren Artikel über einen Mord in der Berliner Bauszene zur Wendezeit mit dem Theodor-Wolff-Preis ausgezeichnet. 1993 bis 2000 war sie Redakteurin beim Tagesspiegel in Berlin.
Seit 1998 lebt sie in New York, ab 2000 arbeitete sie als USA-Korrespondentin für Die Zeit (bis 2019), die Berliner Zeitung, die Financial Times Deutschland, die Frankfurter Rundschau und Cicero. Für die tageszeitung schrieb sie einen medienkritischen Blog über Amerika. Seit November 2022 ist sie USA-Korrespondentin für die Kleine Zeitung.

## Audio
- Eva C. Schweitzer: „Links blinken, rechts abbiegen“, 5.37 Minuten-Audio-Version, von Jasamin Ulfat-Seddiqzai, Deutschlandfunk Kultur 11. Oktober 2021

## Veröffentlichungen

### Bücher
- Großbaustelle Berlin. Wie die Hauptstadt verplant wird. Nicolai, Berlin 1996, ISBN 3-87584-580-3 → dritte Auflage als Taschenbuch: Ullstein, Berlin 1998, ISBN 3-548-35767-9.
- New York City, Times Square. Stadtentwicklung, Politik und Medien. Leue, Berlin 2003, ISBN 3-923421-12-5 (= Edition Stadt und Region, Band 6; zugleich Dissertation an der Humboldt-Universität zu Berlin 2002).
- Amerika und der Holocaust. Die verschwiegene Geschichte. Knaur, München 2004, ISBN 978-3-426-77784-8.
- Tea Party – die weiße Wut. Was Amerikas Neue Rechte so gefährlich macht. dtv, München 2012, ISBN 978-3-423-24904-1 (über die aktuelle US-Tea-Party-Bewegung)
- Amerikas Schattenkrieger. Wie uns die USA seit Jahrzehnten ausspionieren und manipulieren. Piper, München / Zürich 2015, ISBN 978-3-492-05686-1.
- Links blinken, rechts abbiegen. Die unheimliche Allianz zwischen Neurechten, woken Antideutschen und amerikanischen Neokonservativen. Westend, Frankfurt 2021, ISBN 978-3-86489-342-1.

### Journalistische Artikel
- Richtig bauen mit Brad Pitt. Wo die Flut nach "Katrina" in New Orleans die größten Schäden hinterließ, errichtet eine Stiftung vorbildliche Öko-Häuser. In: Berliner Zeitung. 19. März 2008 (berliner-zeitung.de).
- Die Stimme der Freiheit. Superstar Glenn Beck. In: Frankfurter Rundschau. 6. Januar 2010 (fr.de).
- US-Klimawarnung vertieft Graben zwischen Rechts und Links, Zeit Online, 7. Mai 2014
- Neocons in den USA. Bushs alte Kriegstreiber melden sich zurück, Cicero, 25. Juni 2014
- USA zur deutschen Teilung: „Eine Mauer ist verdammt noch mal besser als ein Krieg“, in: Cicero, 12. August 2015.